# Liste des plus hauts gratte-ciel en Océanie
Cet article dresse une liste des plus hauts gratte-ciel océaniens, avec la hauteur (en mètre), l'année de construction et le nombre d'étages.

## Méthodologie
La liste suivante est basée sur les critères suivants :
- Les structures considérés sont des gratte-ciel, c’est-à-dire des immeubles de grande hauteur dont la moitié de la hauteur au minimum est composée d'espaces utilisables. Les tours auto-portantes, mâts de radio-diffusion, piles de pont, ou cheminée d'usine ne sont pas pris en compte.
- La hauteur prise en compte est la hauteur structurelle de l'édifice, c’est-à-dire comprenant les flèches éventuelles. La hauteur du toit peut être moindre ; les antennes ne faisant pas partie du gratte-ciel à proprement parler ne sont pas incluses.
- À hauteur égale, les bâtiments sont classés de préférence par nombre d'étages décroissant, puis par année de construction décroissante, puis par ordre alphabétique.
- Géographiquement, ne sont pris en compte que les immeubles situés en Océanie.

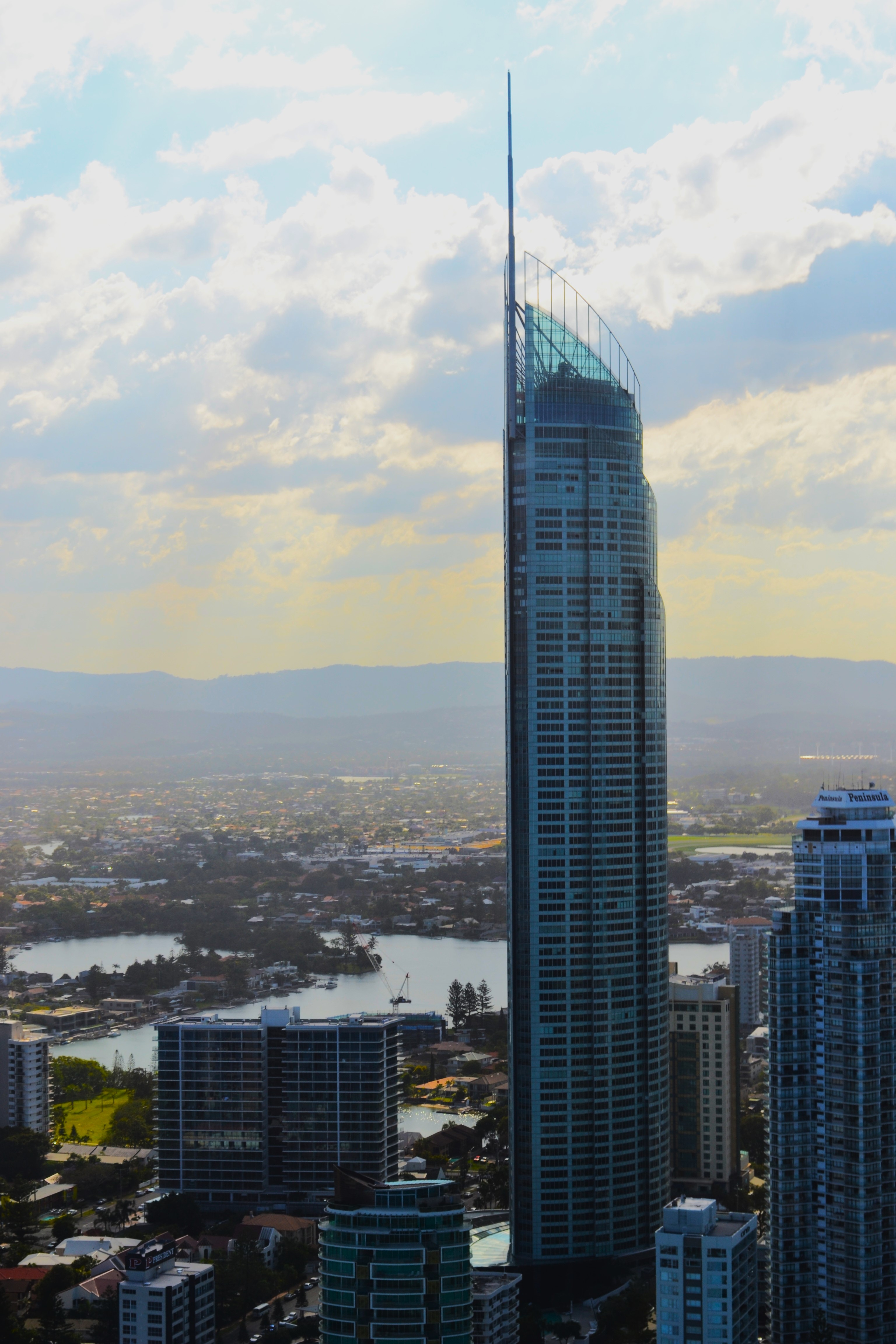
Q1 Tower

## Liste des gratte-ciel d'Océanie construits
| Place | Nom                | Ville      | Pays      | Année | Hauteur (m) | Étages |
| ----- | ------------------ | ---------- | --------- | ----- | ----------- | ------ |
| 1     | Q1 Tower           | Gold Coast | Australie | 2005  | 322,5       | 78     |
| 2     | Australia 108      | Melbourne  | Australie | 2020  | 316,7       | 100    |
| 3     | Eureka Tower       | Melbourne  | Australie | 2006  | 297,3       | 91     |
| 4     | 120 Collins Street | Melbourne  | Australie | 1991  | 264,9       | 52     |
| 5     | 101 Collins Street | Melbourne  | Australie | 1991  | 260         | 50     |
| 6     | 1 William Street   | Brisbane   | Australie | 2016  | 259,8       | 46     |